# Postimees

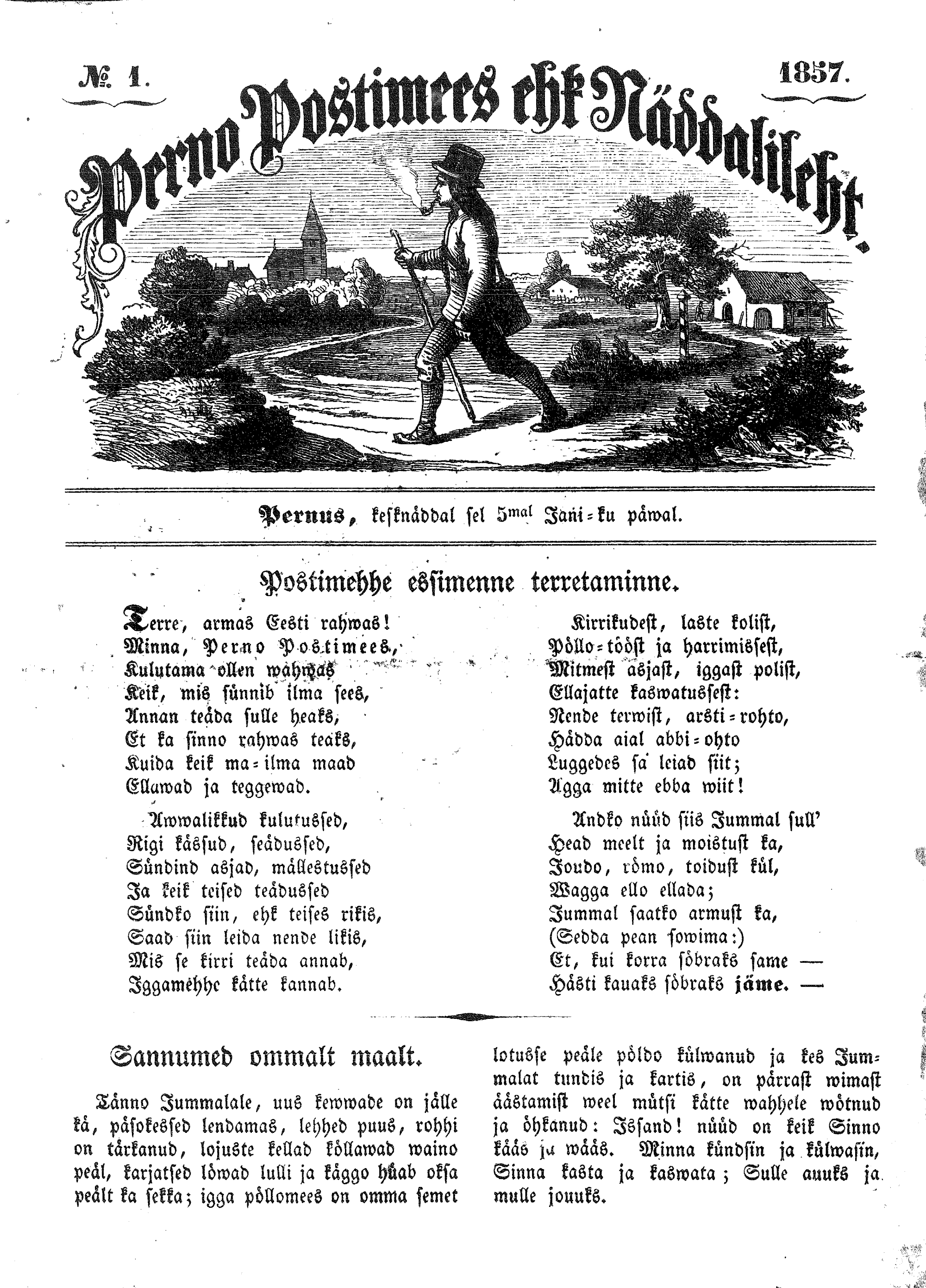
Titelblatt der ersten Ausgabe des Perno Postimees (1857)

Postimees ist die älteste und eine der wichtigsten Tageszeitungen in Estland. Sie ist nach dem Boulevardblatt SL Õhtuleht die auflagenstärkste und einflussreichste Zeitung des Landes. Postimees bedeutet auf Deutsch Postbote. Sie erscheint seit der Erstausgabe 1857 kontinuierlich in estnischer Sprache. Zusätzlich erschien von 2005 bis 2016 parallel dazu auch eine russischsprachige Ausgabe. 
Die Hauptredaktion befindet sich in Tallinn, eine Zweigstelle in Tartu.

## Geschichte
Durch einen Erlass des Zaren Alexander II. erhielt Perno Postimees ehk Näddalileht (Pernauer Postbote oder Wochenzeitung) 1856 die Druckerlaubnis. Die Zeitung erschien von 1857 bis 1863 in Pärnu als achtseitiges Wochenblatt in estnischer Sprache. Entscheidender Redakteur von Perno Postimees wurde der Publizist Johann Voldemar Jannsen. Die zweite prägende estnische Zeitung der Zeit, der in Tartu erscheinende Tallorahwa Postimees, der im selben Jahr die Druckerlaubnis erhalten hatte, musste bereits nach zwei Jahren sein Erscheinen einstellen.
1864 schied Jannsen beim Perno Postimees aus und gab gemeinsam mit dem Verleger Laakman eine konkurrierende Zeitung, den Eesti Postimees, heraus, der bald Perno Postimees an Popularität überholte. Beide Zeitungen spielten in der Zeit des nationalen Erwachens in der zweiten Hälfte des 19. Jahrhunderts eine wichtige Rolle bei der Herausbildung eines estnischen Nationalbewusstseins.
1882 verkaufte Jannsen Eesti Postimees, der 1882–1885 von Karl August Hermann geleitet wurde. 1884 erwarb Karl August Hermann die Zeitung selbst und verlegte die Redaktion nach Tartu.
Pärnu Postimees existierte noch bis 1885 weiter. Unter der Leitung von Hermann erschien ab 1886 in Tartu als Nachfolgeblatt die neu gegründete Zeitung Postimees, zunächst als Wochenzeitung (1886/87), dann 1887–1891 dreimal pro Woche. 1891 wurde Postimees die erste estnische Tageszeitung. Sowohl Eesti Postimees wie auch Postimees waren Sprachrohr der Gegner der zaristischen Russifizierungspolitik in Estland. 1896 verkaufte Hermann Postimees an eine Eigentümergemeinschaft.
Miteigentümer wurde der estnische Journalist und Politiker Jaan Tõnisson. Er wurde durch Postimees zur entscheidenden Figur in der Presselandschaft der 1918 gegründeten Republik Estland. Von 1896 bis 1930 war er Eigentümer von Postimees und 1896–1935 dessen Chefredakteur.
Mit der sowjetischen Besetzung Estlands im Juni 1940 wurde die Pressefreiheit abgeschafft. Postimees kam anschließend als kommunistisch orientierte Zeitung heraus und wurde am 28. September 1940 durch Tartu Kommunist ersetzt, der letztmals am 24. Juni 1941 erschien. Erneut wurde der Postimees während der deutschen Besetzung Estlands vom 13. Juli 1941 bis zum 16. September 1944 herausgegeben. Ab August 1944 gab es den Uus Postimees, der Anfang 1945 den alten Namen Postimees wieder annahm. Ab dem 1. Mai 1948 bis 1990 trug das Blatt als kommunistische Zeitung den Namen Edasi (Vorwärts).

### Postimees nach 1991
Nach der Wiederherstellung der estnischen Unabhängigkeit wurde Postimees 1991 wiedergegründet. Eigentümer ist die Eesti Meedia Gruppe, an der der norwegische Verlags-Konzern Schibsted 92,5 Prozent der Aktien hält.
Zur Postimees-Gruppe gehören auch die Regionalzeitungen Tartu Postimees, Pärnu Postimees, Sakala, Virumaa Teataja, Järvamaa Teataja und Valgamaalane. Seit 1995 gibt es eine Internet-Ausgabe. Seit November 2005 erscheint eine russischsprachige Ausgabe der Tageszeitung, die derzeit eine Auflage von 25.000 Exemplaren hat.
In den 2010er Jahren verstärkte sich mit dem Erstarken der Rechtspopulisten in Estland der politische Druck auf die Zeitung. 2015 kaufte der rechtskonservative Unternehmer Margus Linnamäe den Postimees. Er gilt als bestens vernetzt in der Politik. Chefredakteur Peeter Helme, ein Verwandter des Finanzministers Martin Helme und des Innenministers Mart Helme, versuchte kritische Journalisten der Zeitung auf die Linie der rechtspopulistischen EKRE zu bringen. In der Folge begehrte die gesamte Redaktion des Postimees gegen den Chefredakteur auf, und nach einem Ultimatum der Journalisten gab er im Oktober 2019 seinen Posten auf. Dennoch verließen die kommissarische Chefredakteurin, ein Großteil der investigativen Journalisten und auch der Herausgeber die Zeitung.